# 1672 Gezelle
1672 Gezelle eller 1935 BD är en asteroid i huvudbältet som upptäcktes 29 januari 1935 av den belgiske astronomen Eugène Joseph Delporte i Uccle. Det har fått sitt namn efter den belgiske författaren Guido Gezelle.
Asteroiden har en diameter på ungefär 26 kilometer.